# Haliclona fistulosa
Haliclona fistulosa är en svampdjursart som först beskrevs av Gustavo Pulitzer-Finali 1993.  Haliclona fistulosa ingår i släktet Haliclona och familjen Chalinidae. Inga underarter finns listade i Catalogue of Life.